# Paul Pantoja
Paul Pantoja (Chiclayo, Provincia de Chiclayo, 4 de noviembre de 1979) es un futbolista peruano. Juega de arquero y su actual equipo es Los Caimanes de la Copa Perú. Tiene 45 años.

## Clubes
| Club                              | País | Año         |
| --------------------------------- | ---- | ----------- |
| Cultural Pucala                   | Perú | 1996-1998   |
| José Pardo                        | Perú | 1999-2000   |
| Deportivo Pomalca                 | Perú | 2000        |
| Juan Aurich                       | Perú | 2002        |
| UTC                               | Perú | 2002        |
| Union Tuman De Deportes           | Perú | 2003        |
| Flamengo (Chiclayo)               | Perú | 2003        |
| Deportivo Cruzada                 | Perú | 2004        |
| Universidad Particular (Chiclayo) | Perú | 2004        |
| Deportivo Cruzada                 | Perú | 2005        |
| Boca Junior de Ferreñafe          | Perú | 2005        |
| Deportivo Cruzada                 | Perú | 2006        |
| Boca Junior de Ferreñafe          | Perú | 2006        |
| Juan Aurich                       | Perú | 2006 - 2007 |
| Universidad Señor de Sipán        | Perú | 2008        |
| Renovación Pacífico               | Perú | 2008        |
| Juan Aurich                       | Perú | 2009 - 2012 |
| Los Caimanes                      | Perú | 2013        |
| José Gálvez                       | Perú | 2014        |
| Willy Serrato                     | Perú | 2016 - 2017 |
| Atlético Grau                     | Perú | 2018        |
| Los Caimanes                      | Perú | 2019 -      |

## Palmarés
| Título                    | Club         | País | Año  |
| ------------------------- | ------------ | ---- | ---- |
| Copa Perú                 | Juan Aurich  | Perú | 2007 |
| Primera División del Perú | Juan Aurich  | Perú | 2011 |
| Segunda División          | Los Caimanes | Perú | 2013 |